# Orchestrella longipes
Orchestrella longipes là một loài nhện trong họ Sparassidae.
Loài này thuộc chi Orchestrella. Orchestrella longipes được George Newbold Lawrence miêu tả năm 1965.